# Leselidze
Leselidze (en georgiano: ლესელიძე; en armenio: Լեսելիձե) o Gachripsh (en abjasio: Гьачрыҧшь, romanizado: Gachrypsh; en ruso: Гечрипш) es un pueblo que pertenece a la parcialmente reconocida República de Abjasia, parte del distrito de Gagra, aunque de iure pertenece al municipio de Gagra de la República Autónoma de Abjasia de Georgia.

## Geografía
Leselidze se encuentra a orillas del mar Negro, a una distancia de 18 km al noroeste de Gagra. Limita con el pueblo de Mikelripshi en el norte y Mejadiri en el noreste; al otro lado de la frontera está el pueblo de Vesjoloye (krai de Krasnodar); además de Jeivani al sur. Se encuentra en la orilla izquierda del río Psou, en la frontera entre Rusia y Abjasia.

### Clima
Leselidze es un balneario climático costero debido a su clima subtropical húmedo, con inviernos suaves y sin nieve y veranos calurosos y húmedos. La temperatura media en enero es de 5,5 °C, mientras que en agosto es de 23,4 °C. La precipitación es de 1250 mm por año y tiene alrededor de 1890 horas de sol al año. 

## Historia
Hasta los años 60 del siglo XIX había un pueblo de nombre Gechiler, relacionado con la familia noble de los Gechb (exiliados al Imperio otomano en 1864) y el príncipe Gechkuaj. Leselidze fue fundado por los estonios en 1882 y desde finales del siglo XIX, el pueblo pasó a llamarse Yermolovsk (en ruso: Ермоловск). Algunos autores creen que es en honor al militar ruso Alekséi Yermólov, quien tuvo un gran papel en el muhayir, pero la mayoría creen que es una asociación errónea. Los armenios llegaron en 1924 de los pueblos de los alrededores. 
En 1944, Leselidze fue nombrada en honor al general soviético Kostantín Leselidze, quien defendió el Cáucaso de la invasión alemana en la Segunda Guerra Mundial. En el pueblo había una estatua de bronce de Leselidze realizado en 1974 por Silovan Kakabadze, que fue destruido en la guerra de 1992-1993. Durante los años soviéticos, el pueblo se desarrolló como un asentamiento turístico. Se construyeron sanatorios para niños, una casa de reposo y una base deportiva, donde entrenaban los equipos de fútbol, balonmano y atletismo de la URSS. El pueblo tenía una escuela de ocho años, una biblioteca, un club, un centro médico y una silvicultura. Los habitantes se dedicaban también al tabaco, al cultivo de laurel, a la horticultura, a la jardinería, a la ganadería y a la silvicultura. En estos años Leselidze fue un lugar favorecido por los mejores atletas soviéticos: tanto la selección de fútbol de la Unión Soviética y otros clubes de fútbol soviéticos entrenaron allí, así como jugadores de balonmano y atletas de atletismo.
Durante la guerra en Abjasia, en 1992 el nombre Leselidze pasó a llamarse de forma oficial Gachripsh.

## Demografía
La evolución demográfica de Leselidze entre 1959 y 2011 fue la siguiente:
| 646                                                 | 969 | 1546 |
| (Fuente: Population of Abkhazia since Soviet times) |     |      |

La población ha tenido un enorme aumento de población en términos porcentuales, aunque la inmensa mayoría de la población sigue siendo armenia. En el pasado la mayoría de la población eran rusos, armenios y estonios. Según el censo de 1959, la mayoría de la población local eran rusos y estonios.
|              | 2011      | 2011       |
| Grupo étnico | Población | Porcentaje |
| ------------ | --------- | ---------- |
| Georgianos   | 10        | 0,6%       |
| Abjasios     | 215       | 13,9%      |
| Rusos        | 146       | 9,4%       |
| Ucranianos   | 9         | 0,6%       |
| Armenios     | 980       | 63,4%      |
| Griegos      | 5         | 0,3%       |
| Total        | 1546      | 100%       |

## Infraestructura

### Transporte
Por aquí también pasa la carretera que conecta Abjasia y Rusia, además de la vía férrea Sujumi-Sochi.

## Personas ilustres
- Giorgi Gogiashvili (1971): exfutbolista georgiano y con pasaporte ruso que tuvo una larga carrera en la liga rusa.